# Греко-римская борьба на летних Олимпийских играх 1920 — до 75 кг
Соревнования по греко-римской борьбе в рамках Олимпийских игр 1920 года в среднем весе (до 75 килограммов) прошли в Антверпене с 16 по 20 июля 1920 года в Зале торжеств Королевского зоологического общества. 
Схватка по регламенту турнира продолжалась два раунда по 10 минут, и если никто из борцов в течение этих раундов не тушировал соперника, назначался дополнительный раунд, продолжительностью 20 минут, и после него (или во время него) победа присуждалась по решению судей. В отдельных случаях для выявления победителя мог быть назначен ещё один дополнительный раунд, продолжительностью 10 минут. Однако после первого дня соревнований организаторы пришли к выводу, что при такой системе они не успеют провести соревнования, и время схватки сократили до одного 10-минутного раунда, в котором победить можно было только на туше и 15-минутного дополнительного раунда, после которого победа отдавалась по решению судей. 
Турнир проводился по системе Бергваля. Титул разыгрывался между 23 борцами. 
Учитывая тот факт, что из-за первой мировой войны соревнования долгое время не проводились, сложно было назвать кого-то фаворитом турнира.
Победу во всех встречах одержал Карл Вестергрен, который в дальнейшем стал знаменитым борцом, участником четырёх олимпиад, трёхкратным олимпийским чемпионом. Второе место занял Артур Линдфорс, проигравший Вестергрену в финале. Третье место завоевал ещё один финский борец Матти Перттиля.

## Призовые места
- Карл Вестергрен
- Артур Линдфорс
- Матти Перттиля

## Турнир за первое место
В левой колонке — победители встреч. Мелким шрифтом набраны те проигравшие, которых победители «тащат» за собой по турнирной таблице, с указанием турнира (небольшой медалью), право на участие в котором имеется у проигравшего. 

### Первый круг
| Участник 1                   | Результат                    | Участник 2       |
| ---------------------------- | ---------------------------- | ---------------- |
| Карл Вестергрен Б. Эйлебрехт | Туше (5:16)                  | Берт Эйлебрехт   |
| Матти Перттиля О. Корнелис   | Туше (2:04)                  | Оскар Корнелис   |
| Свен Нильсен В. Лело         | Туше (1:02)                  | Виллем Лело      |
| Артур Линдфорс Э. Кристенсен | Туше (2:44)                  | Эмиль Кристенсен |
| Америго Корсаньего Э. Горбье | Туше (7:44)                  | Эмиль Горбье     |
| Йозеф Хумл К. Прунье         | Отказ от продолжения (31:24) | Камиль Прунье    |
| Сотириос Нотарис * М. Мюллер | Дисквалификация (6:45)       | Минкель Мюллер * |

- Выбыл из турнира
- Выбыл из турнира

### Второй круг
| Участник 1                               | Результат    | Участник 2                   |
| ---------------------------------------- | ------------ | ---------------------------- |
| Карл Вестергрен Б. Эйлебрехт, М. Дечманн | Туше (3:25)  | Мишель Дечманн               |
| Морис Вандерлинден П. Захолини           | По очкам     | Поль Захолини                |
| Матти Перттиля О. Корнелис, С.Нильсен    | Туше (7:17)  | Свен Нильсен В. Лело         |
| Эдвин Фельстрём Д. Горлетти              | Туше (11:23) | Джузеппе Горлетти            |
| Артур Линдфорс Э. Кристенсен, С. Йонсен  | По очкам     | Сьюр Йонсен                  |
| Ян Балеж А. Корсаньего                   | Туше (12:05) | Америго Корсаньего Э. Горбье |
| Генри Жиманский Й. Хумл                  | Туше (25:07) | Йозеф Хумл К. Прунье         |
| Эйнар Стенсруд                           | Пропускал    |                              |

### Четвертьфинал
| Участник 1                                                | Результат   | Участник 2                       |
| --------------------------------------------------------- | ----------- | -------------------------------- |
| Карл Вестергрен Б. Эйлебрехт, М. Дечманн, М. Вандерлинден | Туше (8:14) | Морис Вандерлинден П. Захолини   |
| Матти Перттиля О. Корнелис, С. Нильсен, Э. Фёльстрём      | По очкам    | Эдвин Фельстрём Д. Горлетти      |
| Артур Линдфорс Э. Кристенсен, С. Йонсен, Я. Балеж         | По очкам    | Ян Балеж А. Корсаньего Э. Горбье |
| Генри Жиманский Э. Стейнсруд, Й. Хумл К. Прунье           | По очкам    | Эйнар Стенсруд                   |

### Полуфинал
| Участник 1                                                                         | Результат   | Участник 2                                                       |
| ---------------------------------------------------------------------------------- | ----------- | ---------------------------------------------------------------- |
| Карл Вестергрен Б. Эйлебрехт, М. Дечманн, М. Вандерлинден, М. Перттиля П. Захолини | По очкам    | Матти Перттиля О. Корнелис, С. Нильсен, Э. Фёльстрём Д. Горлетти |
| Артур Линдфорс Э. Кристенсен, С. Йонсен, Я. Балеж, Г. Жиманский А. Корсаньего      | Туше (0:27) | Генри Жиманский Э. Стейнсруд, Й. Хумл К. Прунье                  |

### Финал
| Участник 1 | Результат    | Участник 2                                                                                           |
| --- | ------------ | --- |
| Карл Вестергрен Б. Эйлебрехт, М. Дечманн, М. Вандерлинден, М. Перттиля, А. Линдфорс П. Захолини, О. Корнелис, С. Нильсен, Э. Фёльстрём | Туше (31:35) | Артур Линдфорс Э. Кристенсен, С. Йонсен, Я. Балеж, Г. Жиманский Э. Стейнсруд, Й. Хумл, А. Корсаньего |

## Турнир за второе место

### Первый круг
| Участник 1                    | Результат | Участник 2     |
| ----------------------------- | --------- | -------------- |
| Морис Вандерлинден М. Дечманн | Неявка    | Мишель Дечманн |

### Полуфинал
| Участник 1                     | Результат   | Участник 2                     |
| ------------------------------ | ----------- | ------------------------------ |
| Матти Перттиля М. Вандерлинден | Туше (8:40) | Морис Вандерлинден П. Захолини |
| Артур Линдфорс Б. Эйлебрехт    | Туше (8:15) | Берт Эйлебрехт                 |

### Финал
| Участник 1                               | Результат   | Участник 2                                                           |
| ---------------------------------------- | ----------- | -------------------------------------------------------------------- |
| Артур Линдфорс Б. Эйлебрехт, М. Перттиля | Туше (1:48) | Матти Перттиля М. Вандерлинден О. Корнелис, С. Нильсен, Э. Фёльстрём |

## Турнир за третье место

### Первый круг
| Участник 1               | Результат | Участник 2      |
| ------------------------ | --------- | --------------- |
| Сьюр Йонсен Г. Жиманский | Неявка    | Генри Жиманский |
| Берт Эйлебрехт Я. Балеж  | По очкам  | Ян Балеж        |

### Полуфинал
| Участник 1                  | Результат   | Участник 2       |
| --------------------------- | ----------- | ---------------- |
| Сьюр Йонсен Э. Кристенсен   | По очкам    | Эмиль Кристенсен |
| Матти Перттиля Б. Эйлебрехт | Туше (3:19) | Берт Эйлебрехт   |

### Финал
| Участник 1               | Результат | Участник 2  |
| ------------------------ | --------- | ----------- |
| Матти Перттиля С. Йонсен | По очкам  | Сьюр Йонсен |